# Волчє (Брежице)
Волчє (словен. Volčje) — поселення в общині Брежиці, Споднєпосавський регіон, Словенія. Висота над рівнем моря: 282,9 м.